# Foz d'Égua

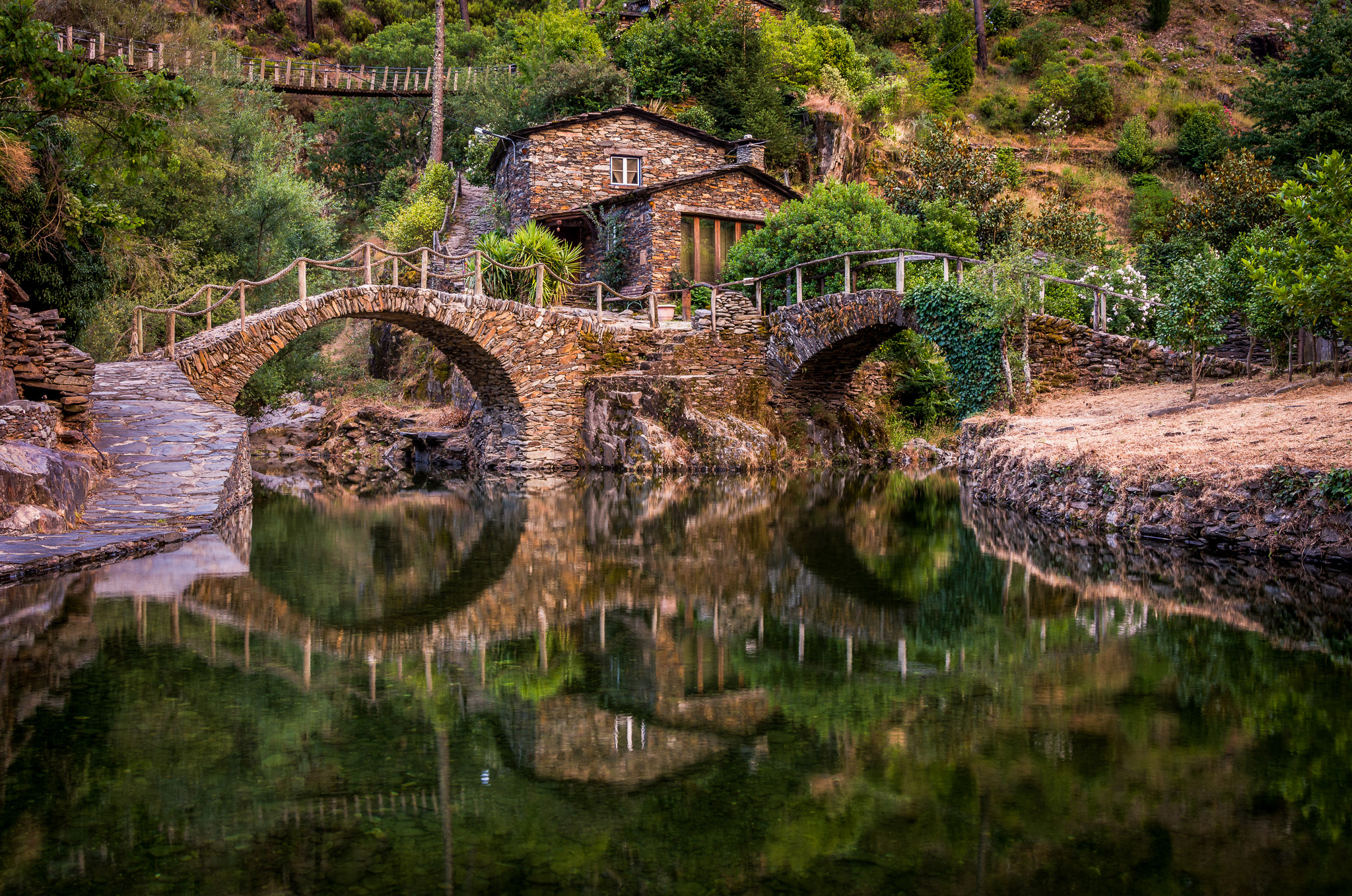
Foz d'Égua

A localidade de Foz d'Égua pertence à freguesia do Piódão, concelho de Arganil. Situa-se a junto ao ponto de encontro da ribeira de Piódão com a ribeira de Chãs perto da aldeia de Chãs d'Égua, na freguesia de Piodão.
É neste ponto de encontro que se situa uma praia fluvial de grande beleza.
Tanto a aldeia Foz d'Égua como a de Chãs d'Égua são caracterizadas pelo seu aspeto rural serrano, com típicas casas de xisto e lousa, rodeadas por uma natureza pitoresca, quase em estado puro, rica em espécies de fauna e flora que aqui encontram o seu habitat natural. 

A ribeira de Piódão e a ribeira de Chãs correm em direção ao rio Alvoco e cujo percurso é travado por uma represa criando um espelho de água.